# Arnett Cobb

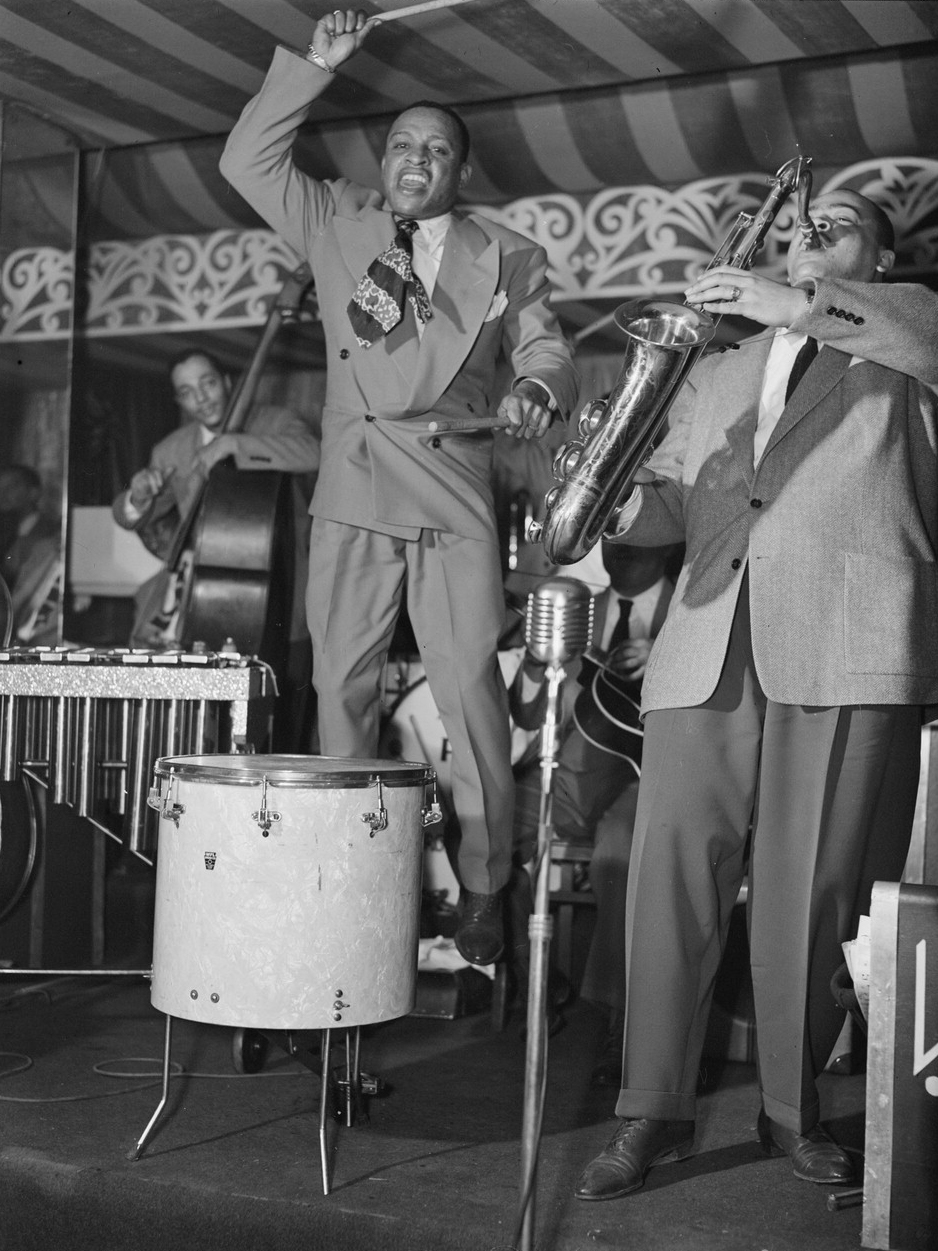
Lionel Hampton (w środku) i Arnett Cobb z orkiestrą, 1946

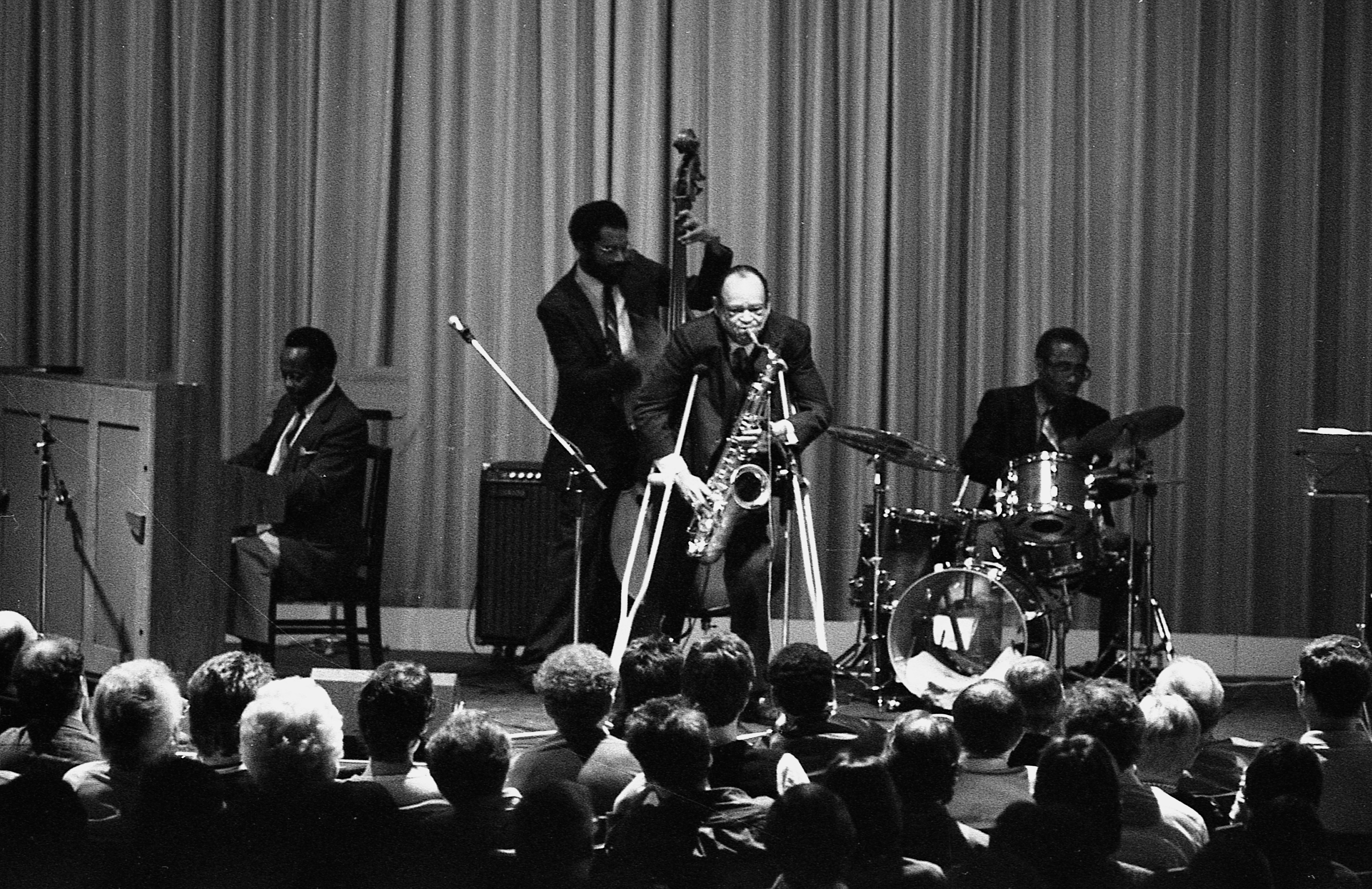
Arnett Cobb w Duisburgu, 1987

Arnett Cleophus Cobb (ur. 10 sierpnia 1918 w Houston, zm. 24 marca 1989 tamże) – afroamerykański muzyk jazzowy, saksofonista, kompozytor i aranżer. Twórca standardu jazzowego Smooth Sailing.

## Życiorys
Babcia uczyła go gry na fortepianie. Potem ćwiczył grę na skrzypcach, żeby w The Wheatley High School sięgnąć po saksofon tenorowy i zacząć grać w szkolnym zespole. Mając piętnaście lat, dołączył do grupy z Luizjany, którą prowadził Frank Davis. Grał w niej w lecie, występując w Houston i całej Luizjanie. Następnie przez dwa lata współpracował z trębaczem Chesterem Boone’em. W 1936 przeniósł się do grupy trębacza i wokalisty Milta Larkina, w której pozostał do 1942. W tym czasie przez zespół przewinęli się m.in. saksofoniści Illinois Jacquet,  Eddie „Cleanhead” Vinson i Tom Archia, oraz pianiści Cedric Haywood i Wild Bill Davis. Z formacją Larkina występował w całych Stanach Zjednoczonych, grając w tak znanych miejscach jak Apollo Theater w nowojorskim Harlemie i nocny klub Rhumboogie Café w Chicago, którego właścicielem był bokser, mistrz świata w wadze ciężkiej Joe Louis. 
W 1939 odrzucił zaproszenie Counta Basie’go do pracy w jego orkiestrze. W 1942 jednak za przyzwoleniem matki przyjął ofertę żony Lionela Hamptona – Gladys, przedstawioną jego małżonce – Elizabeth, żeby zastąpił Illinois Jacqueta w zespole męża. Zwolennicy dotychczasowego saksofonisty powątpiewali, że ktokolwiek zdoła to zrobić, Cobb jednak szybko zyskał porównywalną popularność. Hampton ponownie nagrał sygnał muzyczny swojego big-bandu – utwór Flying Home, który rozsławiło solo Jacqueta. Tym razem solistą został Arnett. Zagrał swoje solo w Flying Home No. 2 z wielką ekspresją, swobodą i w porywającym stylu, zyskując przydomek „Dzikusa na saks-tenorze” („Wild Man of the Tenor Sax”). Przez pięć lat był głównym solistą w zespole Hamptona. Wybierał także nowych muzyków do orkiestry, którą zarządzały Gladys Hampton i Elizabeth Cobb. Natomiast jego matka szyła kostiumy dla big-bandu.
W 1947 odszedł z orkiestry i założył małą grupę, z którą nagrał kilka przebojowych utworów: Dutch Kitchen Bounce, Big Red’s Dreams i When I Grow Too Old to Dream. Niestety w 1948 musiał rozwiązać zespół z powodu konieczności poddania się operacji kręgosłupa. Cierpiał na chorobę Potta. Po długotrwałej, zakończonej w 1950 rekonwalescencji sformował nowy zespół i w 1951 powrócił na trasę koncertową. W 1956 spotkało go kolejne nieszczęście. Uległ poważnemu wypadkowi samochodowemu, w którym doznał zmiażdżenia nóg. Odtąd do końca życia poruszał się wyłącznie za pomocą kul. Mimo zastrzeżeń lekarzy, już rok po kraksie jeździł z koncertami po całych Stanach Zjednoczonych. Powrócił też do studia nagraniowego. W 1959 osiadł na stałe w rodzinnym Houston ze względu na niesłużący jego zdrowiu chłodny klimat stanu New Jersey, gdzie od dawna mieszkał. W latach 60. prowadził klub Ebony oraz organizował zespoły towarzyszące na tournées po Teksasie dla wielu wykonawców m.in. takich jak Sammy Davis jr, Sarah Vaughan, Ella Fitzgerald i Ray Charles. Sam też występował, ale tylko w Teksasie. Choć nadal musiał pojawiać się w szpitalu, nie zaprzestał aktywnego życia zawodowego. Od 1975 pod opieką córki jako osobistej menadżerki znów zaczął jeździć z koncertami po całym kraju. Wyjeżdżał również za granicę – do Europy i Japonii. W 1988 wystąpił na Starym Kontynencie, grając z Jimmym Heathem i Joe Hendersonem na szczycie saksofonistów tenorowych. Wcześniej, bo w 1986 założył The Jazz Heritage Society of Texas, organizację działającą na rzecz edukacji, kultury i sztuki
Zmarł w Houston w wieku 70. lat.

### Małżeństwo
Był żonaty z Elizabeth. Miał z nią córkę Lizette.

## Wybrana dyskografia
- 1952 Swinging With Arnett Cobb (Apollo Records)
- 1959
  - Party Time (Prestige)
  - Go Power! – Arnett Cobb with Eddie „Lockjaw” Davis and „Wild Bill” Davis (Prestige)
  - Blow, Arnett, Blow – Arnett Cobb–Eddie „Lockjaw” Davis (Prestige)
  - Smooth Sailing (Prestige)
  - Very Saxy – Eddie „Lockjaw” Davis–Buddy Tate–Coleman Hawkins–Arnett Cobb (Prestige)
- 1960
  - Movin’ Right Along (Prestige)
  - More Party Time (Prestige)
  - Ballads by Cobb (Moodsville)
- 1961 Smooth Sailing (Prestige)
- 1962 Sizzlin’ (Prestige)
- 1973
  - Jazz at Town Hall – Illinois Jacquet, Arnett Cobb with Milt Buckner and Panama Francis – Vol. 1 (JRC)
  - Arnett Cobb – Again with Milt Buckner (Black & Blue)
- 1977
  - Midnight Slows Vol. 7 – Milt Buckner–Arnett Cobb–Eddie Chamblee–Panama Francis (Black & Blue)
  - The Wild Man from Texas (Black & Blue)
- 1980 Funky Butt (Progressive Records)
- 1990 Arnett Cobb–Jimmy Heath–Joe Henderson – Tenor Tribute (Soul Note)
- 1993 Arnett Cobb–Jimmy Heath–Joe Henderson – Tenor Tribute – Vol. 2 (Soul Note)
- 1994 Arnett Blows for 1300 (Delmark Records)
- 2014 Jumpin’ the Blues (Marylebone Records)

### Jakosideman
- 1977 Al Grey – Al Grey feat. Arnett Cobb (Black & Blue)
- 1983 B.B. King – Blues 'N' Jazz (MCA)
- 2000 Lionel Hampton – The Lionel Hampton Story (Proper Records) – 4 CD

Zestawienie wg dat wydania płyt